# TRUSTFALL (chanson de Pink)
Singles de P!nk
Never Gonna Not Dance Again
(2022) When I Get There
(2023)
Pistes de TRUSTFALL
When I Get There Turbulence
TRUSTFALL est une chanson interprétée par la chanteuse américaine P!nk.

C'est le deuxième single de l'album éponyme, après Never Gonna Not Dance Again. Il sort le 27 janvier 2023 directement sur YouTube, en version audio et en version clip.

La chanson a une durée de 3 minutes 58, mais le clip, qui contient une introduction à la chanson, a une durée de 4 minutes 43. Ce dernier a été réalisé par Georgia Hudson, qui avait déjà collaboré avec Pink pour le clip de What About Us.
Le 7 février 2023, la vidéo du tournage est mise en ligne sur YouTube. La réalisatrice y est notamment interviewée.
Le titre TRUSTFALL est, comme indiqué dans le livret de l'album, un acronyme :

Truth

Reflection

Uncertainty

Security

Terror

Faith

Acceptance / Audacity

Letting go

Love.

## Liste des pistes
| 1. | TRUSTFALL | Alecia Moore, Johnny McDaid, Fred Gibson | 3:57 |